# Bickelomyia setipyga
Bickelomyia setipyga är en tvåvingeart som beskrevs av Stefan Naglis 2002. Bickelomyia setipyga ingår i släktet Bickelomyia och familjen styltflugor. Inga underarter finns listade i Catalogue of Life.